# Total Normal
Total Normal va ser el nom d'una sèrie de comèdies de 7 parts de Hape Kerkeling. Els episodis es van emetre de 1989 a 1991 a Das Erste. El programa va ser produït per Radio Bremen i va rebre nombrosos premis, entre els quals destaquen la Goldene Kamera, el premi Adolf Grimme amb plata el 1991 per Hape Kerkeling, la rosa de bronze de Montreux, el Golden Gong i el premi bavarès de televisió.

## Sinopsi
Hape Kerkeling i Achim Hagemann mostren espectacles absurds, esquetxos, paròdies i cançons sobrevingudes a un públic d'estudi, incloent-hi la cançó "Lied für die Welt" a mitges acabada en esperanto. A més, es van mostrar gravacions pròpies, com visites espontànies a ciutadans sorpresos que de sobte tenien un equip de televisió a la sala, mentre que Kerkeling i Hagemann cantaven la "Kufstein-Lied" al millor. Kerkeling va fer donació a gairebé tothom que va praticipar a la sèrie d'una màquina de cafè Mitropa. Mitropa va ser el patrocinador fictici del programa. Tot i que el programa es va emetre només de manera irregular, van rebre tots els premis principals de la televisió alemanya.

## DVD
Total Normal va aparèixer en VHS el 1992/1993. Des del 23 de novembre de 2011, hi ha tots els episodis en un DVD doble i en una caixa de Hape Kerkeling juntament amb els seus telefilms Club Las Piranjas, Willi und die Windzors i Die Oma ist tot.